# Cláudia Alende
Claudia Manfrin Alende conhecida como Claudia Alende (Francisco Beltrão, 9 de outubro de 1997) é uma modelo, cantora, atriz, youtuber e empresária brasileira. Mais conhecida por seu trabalho como digital influencer no Instagram, sendo incluída em uma matéria da revista Forbes como uma das Top 15 Influencers mundiais.

## Carreira
Em 2014, Alende participou do concurso Miss Bumbum e conquistou o segundo lugar, perdendo para Indianara Carvalho.
Alende então encontrou fama na web por sua semelhança com a atriz Megan Fox. Em 2015 a modelo brasileira já possuía 2.8 milhões  de seguidores  no Instagram e já havia ganhado cerca de 12 milhões de reais fazendo publicidade para marcas internacionais. Em Novembro de 2017, Alende tinha mais de 10 milhões de seguidores no Instagram.
Em 29 de janeiro de 2017, ela foi jurada do concurso Model Scout ID juntamente com Marcus Pelle, proprietário da agência de modelos americana DAS Models. O evento aconteceu em Barranquilla, Colômbia. Ela teria de escolher uma modelo dentre 100 concorrentes.
Em junho de 2017, Alende foi incluída em uma matéria da revista Forbes como uma das Top 15 Influencers. A revista comentou: "Como  modelo e empresária essa influencer brasileira oferece uma combinação de conteúdo de saúde e beleza, conselhos de negócios, conteúdo motivacional e imagens lifestyle. Conhecida por sua beleza e sucesso profissional, Claudia apresenta a imagem de uma mulher moderna que pode ter sucesso em todos os aspectos da vida."
Em 4 de Dezembro, 2017, ela lançou seu debut single "I'm Good at Being Bad".
Em 10 de Agosto de 2018, ela lancou o single “Spotlight”.

## Filmografia
| Year | Title                 | Role            | Notes          |
| ---- | --------------------- | --------------- | -------------- |
| 2017 | Lock All Doors        | Atriz Principal | Curta Metragem |
| 2017 | I'm Good at Being Bad | Atriz Principal | Music Video    |
| 2018 | Spotlight             | Atriz Principal | Music Video    |
| 2019 | Scared to Be Alone    | Atriz Principal | Music Video    |

## Prêmios

### I'm Good at Being Bad (Music Video)
Premio "Special Mention Award" no Festival Asia South East-Short Film (2018)

## Vida pessoal
Alende nasceu em Francisco Beltrão, no estado do Paraná, no Brasil, e mudou-se para São Paulo quando tinha 20 anos. Quando criança nao tinha interessa em seguir carreira como modelo, preferia gastar seu tempo jogando video games. Amigos e ate estranhos comentavam sobre seu potencial como modelo.
Claudia namora o também empresário, cantor e produtor Michel Grasiani desde os 14 anos de idade. Atualmente são casados, morando na Califórnia nos Estados Unidos.